# 진영곤
진영곤(陳泳坤, 1957년 2월 20일~)은 대한민국의 관료이다. 본관은 여양이다.

## 학력
- 경기고등학교 졸업
- 서울대학교 경영학 학사
- 예일 대학교 경영대학원 경영학 석사

## 경력
- 1978년: 제22회 행정고시 합격
- 1979년 5월: 총무처 행정사무관
- 1980년 5월: 동력자원부 전력국 행정사무관
- 1984년 6월: 경제기획원 동향분석과 행정사무관
- 1994년 7월: 대통령비서실 경제수석실 행정관
- 1998년 3월: 기획예산처 예산기준과장
- 1999년 5월: 기획예산처 복지노동예산과장
- 2001년 2월: 기획예산처 과학환경예산과장
- 2002년 3월: 기획예산처 기금총괄과장
- 2002년 4월: 기획예산처 재정1팀장
- 2003년 6월: 국가과학기술자문회의 국정과제제1국장
- 2004년 3월: 기획예산처 재정기획실 재정기획총괄심의관
- 2005년 5월: 기획예산처 성과관리본부장
- 2007년 3월: 기획예산처 사회서비스향상기획단장
- 2007년 6월: 기획예산처 양극화·민생대책본부장
- 2008년 3월: 보건복지가족부 사회정책실장
- 2009년 1월 ~ 2009년 8월: 여성부 차관
- 2009년 9월 ~ 2010년 7월: 대통령실 사회정책수석비서관(차관급)
- 2010년 7월 ~ 2011년 12월: 대통령실 고용복지수석비서관(차관급)
- 2012년 2월 ~ 2016년 2월: 감사원 감사위원(차관급)
- 전북대학교 무역학과 석좌교수
- 2020년 ~ : 모아저축은행 사외이사
- 2023년 ~ : 법무법인(유한) 바른 상임고문